# JUSCANZ
JUSCANZ（ジャスカンツ）は、国際連合人権理事会などの国際連合総会第三委員会、国際連合総会第四委員会等の国際連合の機関において価値観を共有する国々で構成された非公式の情報共有を行う枠組み。国連地域グループシステムにおいては、構成国の大半が含まれる「西ヨーロッパ・その他グループ（WEOG）」のサブセクションと位置付けられている。 WEOGにおいて支配的であるEU圏にへの対抗勢力となることを目的とする。
名称は、構成国である日本（Japan）、アメリカ合衆国（United States）、カナダ（Canada）、オーストラリア（Australia）、ニュージーランド（New Zealand）のアクロニムである。

## 役割
JUSCANZの役割は、主に国連における構成国間の情報共有にある。国連地域グループとは異なり、政策合意形成機能は有さない。

## 構成国

JUSCANZ構成国

構成国は固定されておらず、歴史を通じて変化し続けているが、グループの会議に参加している主な国として、以下の国々が挙げられる。
- アンドラ
- オーストラリア
- カナダ
- アイスランド
- イスラエル
- 日本
- リヒテンシュタイン
- メキシコ
- モナコ
- ニュージーランド
- ノルウェー
- 韓国
- シンガポール
- スイス
- トルコ
- アメリカ合衆国

### 潜在的な構成国
- イギリス[6][7]

## イスラエルの参加
2010年1月22日、イスラエルは国際連合ジュネーブ事務局におけるグループへの会合に参加することが許可されたが、国際連合本部や他の二つの主要な事務局であるウィーン、ナイロビでの会合への参加は許可されていない。
イスラエルはロビー活動を積極的に展開し、2014年2月11日、ニューヨークに本部を置く全ての国連委員会に関連するグループの会合に参加することが認められた。

## 脚註
1. 1 2  “JUSCANZ”. Ministry of Commerce of Cambodia.   Kingdom of Cambodia (2007年). 2012年2月23日時点のオリジナルよりアーカイブ。2019年5月13日閲覧。
2. ↑  “Groups of Member States”. United Nations Outreach.   United Nations (n.d.). 2019年5月13日閲覧。
3. ↑  Booten, Matthew (2020年3月30日). “What is JUSCANZ - Will it ever happen?” (英語). Politic-Ed. 2020年4月27日閲覧。
4. ↑  “Israel's Membership in JUSCANZ”. WikiLeaks.   WikiLeaks (2009年9月1日). 2019年5月13日閲覧。
5. ↑  Ian Klaus (2018年2月). “The United Nations: Local Authorities in Four Frameworks”. Penn Institute for Urban Research.   University of Pennsylvania. p. 4. 2019年5月13日閲覧。
6. ↑  “Separation anxiety: European influence at the UN after Brexit”. 2017年8月2日閲覧。
7. ↑  “Post-Brexit diplomacy: Can the UK hope to exert leverage at the UN without recourse to the EU?” (2017年8月2日). 2017年8月2日閲覧。
8. ↑  “First Time: Israel Admitted to UN Human Rights Caucus in Geneva”. UN Watch.   UN Watch (2010年1月27日). 2010年2月6日時点のオリジナルよりアーカイブ。2019年5月13日閲覧。
9. ↑  Mark Leon Goldberg (2014年2月11日). “Why Israel Is Drinking from Juice Cans at the UN”. UN Dispatch.   UN Dispatch. 2019年5月13日閲覧。